# Malgassesia pauliani
Malgassesia pauliani is een vlinder uit de familie wespvlinders (Sesiidae), onderfamilie Sesiinae.
Malgassesia pauliani is voor het eerst wetenschappelijk beschreven door Viette in 1955. De soort komt voor in het Afrotropisch gebied.